# عباس حسن المهري
آية الله السيد عباس السيد حسن المهري (1912 – 1988) كان من أبرز وأوائل علماء الشيعة في الكويت. ولد السيد في مدينة مهر، محافظة فارس في إيران. درس العلوم الحوزوية في مدينة النجف الأشرف فيالعراق، ومن ثم وبسبب طلب أهل الكويت وإرشاد أساتذته العلماء في النجف، ذهب إلى الكويت ليقوم بتعليم الناس الأحكام الشرعية ونشر الدين الإسلامي.